# Walluf
Walluf település Németországban, Hessen tartományban. Lakosainak száma 5573 fő (2023. december 31.).

## Népesség
A település népességének változása:
| Lakosok száma | 5537 | 5522 | 5447 | 5523 | 5573 |
|               | 2017 | 2019 | 2021 | 2022 | 2023 |